# Francesco Diana
Francesco Diana (Francavilla di Sicilia, 2 ottobre 1898 – Roma, 1969) è stato un prefetto italiano, noto per essere stato prefetto in diversi capoluoghi italiani negli anni cinquanta e sessanta e Commissario straordinario del Comune di Roma dall'11 luglio 1961 al 17 luglio 1962.

## Biografia

### La carriera prefettizia
Laureatosi in giurisprudenza nel 1921, Diana vinse il concorso per segretario di prefettura ed ebbe come prima destinazione la Prefettura di Mantova, ove ricevette l'incarico di Capo di Gabinetto, e subito dopo quelle di Como e Bari. Venne quindi nominato viceprefetto ispettore a Milano, ma nel 1943 a seguito di un grave incidente automobilistico, rimase fuori servizio per sei anni. Nel 1949 riprese la carriera come prefetto di Campobasso e, successivamente, di Catanzaro. Dal 1951 al 1956, Francesco Diana rivestì il prestigioso incarico di prefetto di Napoli, cui fece seguito la nomina di Consigliere di Stato. Nel 1961, Diana chiuse la sua carriera con la nomina a Commissario straordinario del Comune di Roma, che detenne fino al luglio del 1962, a seguito dell'elezione dei nuovi amministratori capitolini.

### L'incarico di Commissario straordinario del Comune di Roma
Il 29 aprile 1961, il Sindaco di Roma Urbano Cioccetti era stato costretto a rassegnare le dimissioni, in seguito alla scoperta che alcuni appalti di manutenzione stradale per una somma considerevole erano stati affidati, a trattativa privata, alle ditte controllate dal segretario regionale della DC. Risultato vano ogni tentativo di eleggere un nuovo Sindaco, Francesco Diana fu nominato Commissario prefettizio e, successivamente allo scioglimento del Consiglio comunale (luglio 1961), Commissario straordinario. Tale carica comportava l'esercizio dei poteri di Sindaco, della Giunta e del Consiglio comunale.
L'incarico di Francesco Diana fu contrassegnato dalle vicende collegate all'approvazione del Piano Regolatore Generale del Comune di Roma. L'amministrazione precedente aveva adottato un nuovo Piano regolatore comunale il 24 giugno 1959, e - come da norma di legge - lo aveva inviato per la sua approvazione al Ministero dei lavori pubblici, che aveva a disposizione tre anni di tempo per pronunciarsi. Nel frattempo, la normativa prevedeva l'applicazione di cosiddette “norme di salvaguardia” a tutela dei vincoli imposti dal piano solamente adottato. Il 23 novembre 1961, il Consiglio Superiore dei Lavori Pubblici restituì il piano al Comune (in amministrazione straordinaria) con richiesta di modifiche, fermi restando i termini di validità dei vincoli di salvaguardia.
Data la sostanzialità delle modifiche richieste e l'imminenza della scadenza dei termini, il ministro dei Lavori Pubblici Fiorentino Sullo si accordò con il commissario Diana per la nomina di un comitato di consulenti composto dagli architetti Mario Fiorentino, Piero Maria Lugli, Vincenzo Passarelli, Luigi Piccinato e Michele Valori, incaricato di predisporre velocemente un nuovo piano regolatore, che doveva essere adottato dal commissario stesso in regime di amministrazione straordinaria. Nel frattempo, erano state indette le nuove elezioni comunali, per il 10 giugno 1962. Conclusi in tempo utile, per il successivo invio del "progetto di piano" elaborato dai cinque consulenti al Ministero dei Lavori Pubblici, Francesco Diana, il giorno prima delle elezioni, annunciò di non poter firmare il nuovo progetto di Piano regolatore, non essendo corredato dal prescritto piano finanziario. Ciò comportò la creazione di un'ulteriore procedura straordinaria, da parte del ministro Sullo, che avocò a sé i poteri di adottare il "progetto di piano" e fissò al 18 dicembre successivo il termine ultimo per l'adozione del piano regolatore da parte della nuova amministrazione comunale. Con la prima riunione del nuovo Consiglio comunale e l'elezione a sindaco di Roma di Glauco Della Porta (17 luglio 1962) cessò l'incarico straordinario di Francesco Diana. Durante il mandato di Commissario straordinario del Comune di Roma, Diana ha voluto lasciare un segno del suo passaggio nella capitale intitolando una via alla sua città natale, Francavilla di Sicilia, nella zona urbanistica Torre Angela.
Il nuovo Piano Regolatore Generale di Roma fu adottato dal Consiglio comunale esattamente il 18 dicembre 1962.
Ritiratosi a vita privata, Francesco Diana morì nel 1969 nella sua abitazione romana ai Parioli.